# Falk Boden
Falk Boden (Elsterwerda, 20 januari 1960) is een (Oost-)Duits voormalig wielrenner.

## Carrière
Boden was een succesvolle amateur in de DDR. Zijn jeugd bracht hij door in Kamenz, waar hij ontdekt werd door de Kinder- und Jugendsportschule in Frankfurt (Oder). Met zijn club ASK Vorwärts Frankfurt (Oder) werd hij zowel 1977 als 1978 wereldkampioen op de 75 km-ploegentijdrit voor junioren.
In 1979, 1981 en 1989 werd hij wereldkampioen op de 100 km-ploegentijdrit voor amateurs. In 1980 won hij op dezelfde discipline zilver op de Olympische Spelen in Moskou.
Na de Duitse eenwording werd Boden beroepswielrenner en tekende een contract bij PDM. Hij was lid van de PDM-ploeg die zich in zijn geheel uit de Tour van 1991 moest terugtrekken vanwege de zogeheten intralipid-affaire, maar was al in de etappe ervoor wegens tijdsoverschrijding uit koers genomen. In het Zwitserse Wetzikon werd hij dat jaar Duits kampioen op de weg. In 1993 werd Boden door zijn werkgever, inmiddels Festina, ontslagen, omdat hij in de Giro Miguel Indurain gesteund zou hebben.

## Belangrijkste overwinningen
1977
- Wereldkampioenschap op de weg, 75 km ploegentijdrit, Junioren;+ Olaf Ludwig, Andreas Kluge, Thomas Barth

1978
- Wereldkampioenschap op de weg, 75 km ploegentijdrit, Junioren;+ Olaf Ludwig, Thomas Barth, Udo Smektalla

1979
- Nationaal kampioenschap op de weg, 100 km ploegentijdrit
- Nationaal kampioenschap op de weg, individuele tijdrit
- Wereldkampioenschap op de weg, 100 km ploegentijdrit, Amateurs;+ Bernd Drogan, Hans-Joachim Hartnick, Andreas Petermann

1980
- Nationaal kampioenschap op de weg, criterium
- Nationaal kampioenschap op de weg, individuele tijdrit
- Eindklassement Ronde van de DDR

1981
- Wereldkampioenschap op de weg, 100 km ploegentijdrit, Amateurs;+ Bernd Drogan, Mario Kummer, Olaf Ludwig

1982
- Nationaal kampioenschap op de weg

1983
- Eindklassement Vredeskoers

1984
- Eindklassement Ronde van de DDR

1989
- Eindklassement Rothaus Regio-Tour
- Wereldkampioenschap op de weg, 100 km ploegentijdrit, Amateurs;+ Maik Landsmann, Mario Kummer, Jan Schur

1991
- Duits kampioenschap (wegwedstrijd)

## Resultaten in voornaamste wedstrijden
| Jaar | Ronde van Italië | Ronde van Frankrijk | Ronde van Spanje |
| ---- | ---------------- | ------------------- | ---------------- |
| 1991 |                  | buiten tijd         |                  |
| 1992 |                  | opgave              |                  |
| 1993 | 78e              |                     |                  |

| Jaar | Milaan-San Remo | Ronde van Vlaanderen | Amstel Gold Race |  | WK op de weg |
| ---- | --------------- | -------------------- | ---------------- |  | ------------ |
| 1991 | 91e             |                      |                  |  | 49e          |
| 1992 | 117e            |                      | 64e              |  |              |
| 1993 | 154e            | 99e                  |                  |  |              |